# Gesetz der Verteilung von Satzlängen
Das Gesetz der Verteilung von Satzlängen behandelt in der Linguistik die Frage, wie oft Sätze verschiedener Komplexität in Texten verwendet werden. Ein besonders einfaches Kriterium für Satzkomplexität ist ihre Länge, die verschieden definiert werden kann: als die Zahl der Buchstaben, Silben, Wörter, Teilsätze usw. je Satz. Untersucht man nun für Texte, wie häufig Sätze verschiedener Länge in ihnen vorkommen, so kann man feststellen, dass sie von einem Sprachgesetz gesteuert sind. Es handelt sich im Prinzip um das gleiche Sprachgesetz, das auch die Häufigkeitsverteilung der Wortlängen betrifft (Gesetz der Verteilung von Wortlängen; Theorie: Wimmer u. a.).

## Anwendung verschiedener Definitionen für Satzkomplexität
Wilhelm Fucks hat die Satzlänge nach der Zahl der Silben pro Satz bestimmt, die Sätze in Klassen von 1–5, 6–10 Silben undsoweiter eingeteilt und die Polya-Verteilung als ein für den Stil etlicher Autoren geeignetes Modell benannt. Bestimmt man die Satzlänge nach der Zahl der Teilsätze (clauses) je Satz, so kann bei rund 500 deutschen Texten die Hyperpoisson-Verteilung als gutes Modell angesehen werden. Bei anderen Kriterien für die Satzlänge, in anderen Sprachen, bei anderen Textsorten etc. sind oft auch andere Modelle geeigneter. Wählt man zum Beispiel als Kriterium für die Satzlänge die Zahl der Wörter je Satz, kommt als Modell für deutsche Texte die negative Binomialverteilung in Frage.
Bestimmt man dagegen die Länge syntaktischer Konstruktionen nach der Zahl ihrer Endknoten, so folgen diese ebenfalls Gesetzen.
Man kann statt der Länge der Sätze auch die Satztiefe als Komplexitätsmaß wählen. Die Satztiefe lässt sich z. B. durch die Menge der Regeln definieren, die in einer generativen Syntax benötigt werden, um einen Satz zu erzeugen; äquivalent: Zahl der Knoten in einem Baumgraphen für einen solchen Satz. Auch in diesem Fall gelten entsprechende Verteilungsgesetze.
Zusammenfassend lässt sich sagen: Die Untersuchungen zu Satzlängen unterstützen bisher die von der Quantitativen Linguistik vertretene Hypothese, dass Sprachsystem und -verwendung sich gemäß bestimmten, theoretisch begründbaren Sprachgesetzen verhalten.

## Ein Beispiel
Die folgende Tabelle gibt ein Beispiel für eine Verteilung von Sätzen verschiedener Länge (gemessen als Zahl der clauses) in einem kurzen deutschen Prosatext. Die Beobachtungsdaten sind der Untersuchung von Niehaus (1997) entnommen, die Anpassung der Hyperpoisson-Verteilung wurde neu berechnet.
| x | n(x) | NP(x) |
| - | ---- | ----- |
| 1 | 73   | 68,40 |
| 2 | 30   | 36,44 |
| 3 | 21   | 19,14 |
| 4 | 9    | 9,92  |
| 5 | 6    | 5,07  |
| 6 | 3    | 2,56  |
| 7 | 1    | 1,27  |
| 8 | 1    | 1,20  |

(Dabei ist x: Zahl der clauses je Satz, beginnend mit x = 1; n(x) ist die in diesem Text beobachtete Zahl der Sätze mit x clauses; NP(x) ist die Zahl der clauses, die berechnet wird, wenn man die Hyperpoisson-Verteilung an die beobachteten Daten anpasst. Ergebnis: Die Hyperpoisson-Verteilung ist für diesen Text ein gutes Modell mit dem Testkriterium P = 0,84, wobei P als gut erachtet wird, wenn es größer oder gleich 0,05 ist. Für ausführlichere Erläuterungen sei auf die angegebene Literatur verwiesen.)